# Église Sainte-Geneviève de Montréal
Pour les articles homonymes, voir Sainte-Geneviève.
L'église Sainte-Geneviève de Montréal est située dans l'ancien village de Sainte-Geneviève, sur la rive nord-ouest de l'île de Montréal près de la rivière des Prairies. L'église catholique romaine de la paroisse de Sainte-Geneviève de Pierrefonds est administrée par le diocèse de Montréal.
Fondée par Antoine Faucon Selon en 1741, l'église a eu sa construction dirigée par Louis-Marie Lefèvre, qui a été achevée en 1844 et a été réalisée par l'architecte Thomas Baillairgé.
L<église est située au 16 037 boulevard Gouin ouest, dans l'arrondissement l'Île-Bizard–Sainte-Geneviève de Montréal.

## Histoire

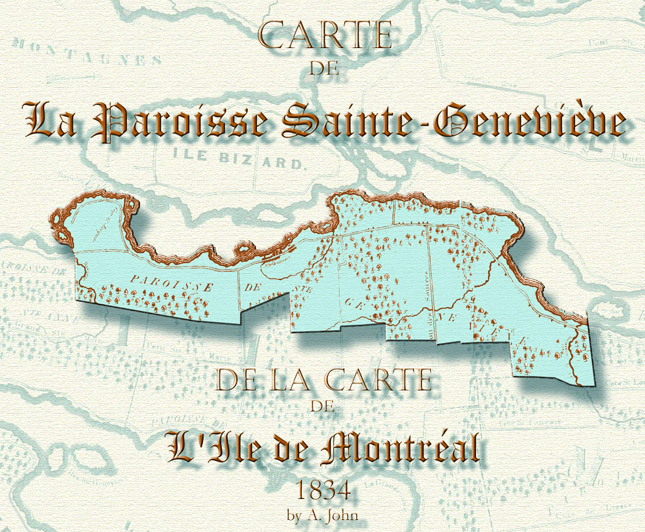
La paroisse en 1834

En 1731, la société de Saint-Sulpice, une mission catholique au Québec, a accordé la première concession de territoire devant être répartie à la paroisse Sainte-Geneviève, l'une de dix-huit paroisses ayant existé jusqu'en 1834 sur l'île de Montréal.
Située au long du rivage nord-ouest de la rivière des Prairies, entre Saraguay à l'est et Senneville à l'ouest, elle a été divisée en 1731 en 85 petites parcelles de terre, et une chapelle a été construite sur la parcelle numéro 67, qui s'est achevée en 1739. Antoine Faucon, fondateur de la paroisse, a commencé à enregistrer des paroissiens deux ans plus tard.
En 1751, une plus grande église a été construite, demeurée en place jusqu'à 1847 quand elle a été rasée et réintégrée dans les structures actuelles sur la propriété. Un presbytère a également été construit en 1830. En 1843, M. Louis-Marie Lefèvre, qui était cinquième prêtre de la paroisse, de 1828 à 1868, a entrepris la promotion d'une nouvelle église commandée à l'architecte Thomas Baillairgé (1791-1859).

## Architecture
La construction a commencé en 1843 et été fortement inspirée de l'architecture néo-classique, coloniale et renaissance espagnole en utilisant aussi des matériaux locaux. La façade a été achevée en pierre et plafonnée par deux flèches d'argent ou des flèches propres à l'architecture française. En 1868, Ignace Bourget, évêque du diocèse de Montréal, a ordonné que deux statues, l'une de Sainte-Anne et l'autre de Saint-Joachim, occupent des créneaux sur les portes principales.

## Intérieur
Entre 1844 et 1847, les travaux se sont poursuivis à l'intérieur, sous la direction créative de Victor Bourgeau avec maître Félix Barbeau. Les principaux autels ont été construits par Ambroise Fournier, et l'autel parallèle a été bâti par Charles Dauphin en 1863. Les vitraux ont été créés par O'Shea de Montréal en 1926 et trois tableaux, situés derrière le maître-autel, dépeignent Sainte-Geneviève et ont été peintes par le célèbre artiste québécois Ozias Leduc. La crypte, qui se trouve sur une base de mesure d'une épaisseur de trois pieds, contient les restes de Louis-Marie Lefèvre, fondateur de l'église, qui a été enterré là en 1872.

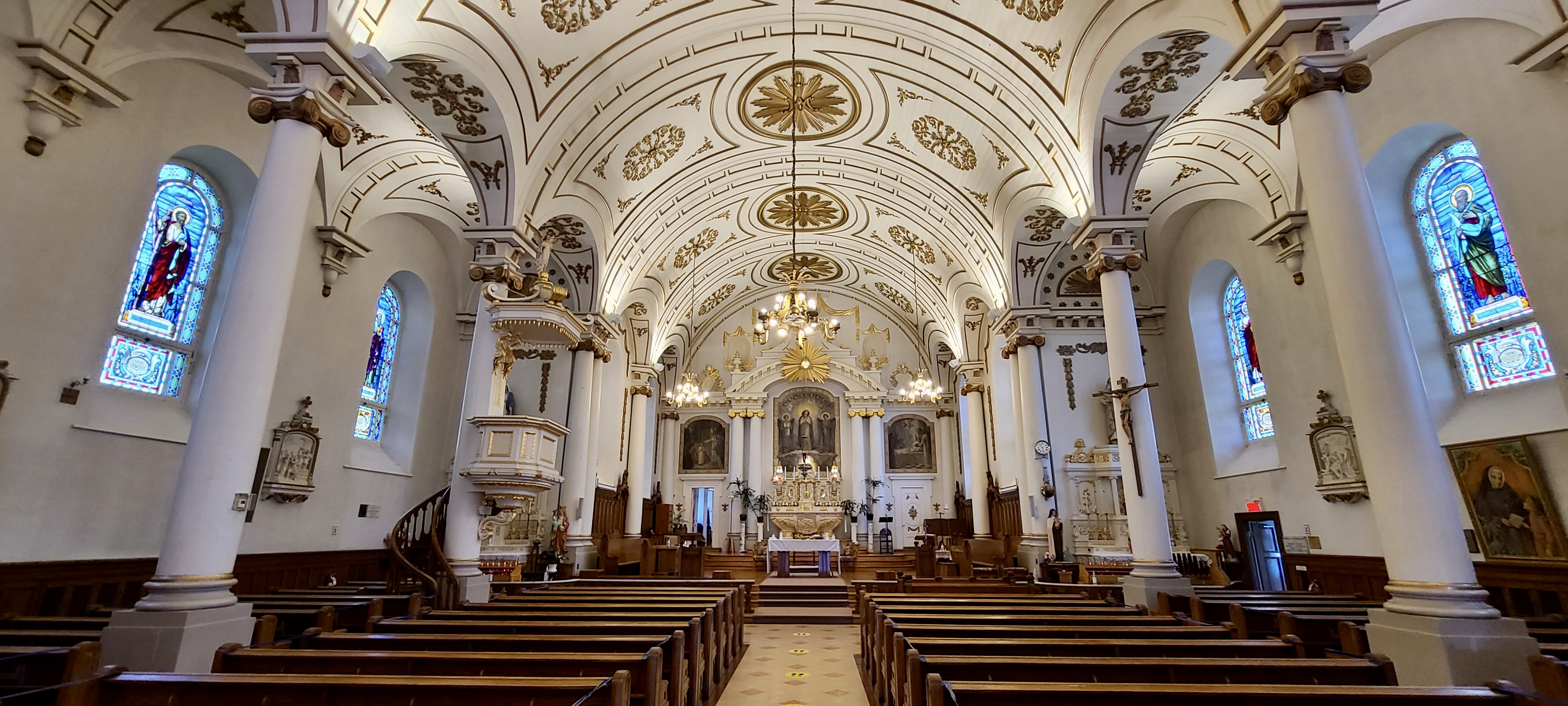
La nef de l'église avec l'autel et la chaire

## Membres
La paroisse a environ 8 500 familles. 

## Directeurs de la paroisse
- Francis Begin, prêtre-curé